# 狼たちの処刑台
『狼たちの処刑台』（おおかみたちのしょけいだい、原題：Harry Brown）は、2009年のイギリスのクライム・アクション映画。日本ではビデオスルーとして、2011年3月4日にDVDが発売された。

## ストーリー
老退役軍人のハリーは、若かりし頃は海兵隊員としてIRAと戦ってきたが、現在は年金を貰いながら、入院中の妻の身を案じ、親友とチェスを楽しみながら公共団地で余生を過ごす日々を送っていた。
だが、団地の周囲は今や不良青少年（チャヴ）や麻薬密売人達による犯罪の巣窟と化していた。ある日、彼はギャングたちが巣食うトンネルを迂回することを迫られたせいで、妻の死を看取れなくなってしまった。
追い打ちをかけるように、親友が彼らに逆らったばかりに殺されてしまう。悲しみに暮れるハリー、警察は何もしないことを悟り、ある決意をする。

## キャスト
| 役名                       | 俳優                           | 日本語吹替                     |
| -------------------------- | ------------------------------ | ------------------------------ |
| ハリー・ブラウン           | マイケル・ケイン               | 秋元羊介                       |
| アリス・フランプトン警部補 | エミリー・モーティマー         | 竹内絢子                       |
| テリー・ヒコック巡査部長   | チャーリー・クリード・マイルズ |                                |
| レナード・アットウェル     | デイビッド・ブラッドリー       | 板取政明                       |
| チャイルズ警視             | イアン・グレン                 | 板取政明                       |
| ノエル・ウィンターズ       | ベン・ドリュー                 |                                |
| カール                     | ジェイミー・ダウニー           |                                |
| マーキー                   | ジャック・オコンネル           |                                |
| ディーン・サンダース       | リー・オークス                 |                                |
| ケニー                     | ジョセフ・ギルガン             |                                |
| ストレッチ                 | ショーン・ハリス               |                                |
| シド・ローク               | リアム・カニンガム             |                                |
| その他                     |                                | 佐野康之 沼澤龍一郎 保志乃弓季 |

## 受賞とノミネート
| 年   | 賞・映画祭               | 部門                     | 対象者             | 結果       |
| ---- | ------------------------ | ------------------------ | ------------------ | ---------- |
| 2010 | エンパイア賞             | 英国映画部門最優秀作品賞 |                    | 受賞       |
| 2010 | エンパイア賞             | スリラー部門最優秀作品賞 |                    | ノミネート |
| 2010 | エンパイア賞             | 主演男優賞               | マイケル・ケイン   | ノミネート |
| 2010 | ロンドン映画批評家協会賞 | 英国新人監督賞           | ダニエル・バーバー | ノミネート |

## 関連作品
- 狼よさらば